# 세묘놉스카야역
세묘놉스카야역(러시아어: Семёновская)은 모스크바 지하철 아르바츠코 포크롭스카야 선의 역이다. 1944년 1월 18일에 개장하였다.
원래 이 역은 스탈린스카야 플로샤드 하부에 건설되어 "스탈린스카야(러시아어: Сталинская)"라고 불렸다. 1961년, 세묘노프스키 연대가 이름을 딴 정착지를 위해 세묘놉스카야로 변경되었다.
1944년부터 1950년까지 모스크바 메트로에서 가장 깊은 역이었다.

## 역사
세묘놉스카야 역은 1944년 1월 18일에 개통하였다.

## 디자인
세묘놉스카야 역은 외부 벽으로 장식된 파르티잔의 국기인 칼, 소총, 기관총과 같은 다양한 소련 무기를 보여주는 동시에 지어졌다.
본 역은 일반적인 2열 플랫폼 대신 2열 플랫폼과 4열로 구성된 특이한 디자인으로, 역사가 타워로 지어졌다는 사실에서 유래되었다. 그러나 차후에 디자인은 바뀌었다. 이 기둥들은 붉은 색과 흰색 대리석으로 이루어져 있다. 외부 벽은 반공 모양의 녹색 대리석 램프가 있는 강 중앙에 위치한 회색 대리석 벽이다.
본 역은 2005년 5월 15일에 지하철 최초 개통의 70주년을 기념하기 위해 에스컬레이터를 대체하고 공동 재건을 위해 폐쇄되었다. 2006년 4월 28일, 표면 고무와 새로운 내부 부지를 조성하고 새로운 에스컬레이터 장치로 개조되었다.